# Девол (Оклахома)
Девол (англ. Devol) — місто (англ. town) в США, в окрузі Коттон штату Оклахома. Населення — 93 особи (2020).

## Географія
Девол розташований за координатами 34°11′43″ пн. ш. 98°35′17″ зх. д. / 34.19528° пн. ш. 98.58806° зх. д. (34.195416, -98.588124).  За даними Бюро перепису населення США в 2010 році місто мало площу 1,31 км², уся площа — суходіл.

## Демографія
Згідно з переписом 2010 року, у місті мешкала 151 особа в 58 домогосподарствах у складі 46 родин. Густота населення становила 115 осіб/км².  Було 65 помешкань (50/км²).
Расовий склад населення:
| - 84,8 % — білих - 6,6 % — корінних американців - 2,0 % — чорних або афроамериканців - 4,0 % — осіб інших рас |

До двох чи більше рас належало 2,6 %. Частка іспаномовних становила 6,6 % від усіх жителів.
За віковим діапазоном населення розподілялося таким чином: 24,5 % — особи молодші 18 років, 55,6 % — особи у віці 18—64 років, 19,9 % — особи у віці 65 років та старші. Медіана віку мешканця становила 43,3 року. На 100 осіб жіночої статі у місті припадало 106,8 чоловіків;  на 100 жінок у віці від 18 років та старших — 93,2 чоловіків також старших 18 років.
Середній дохід на одне домашнє господарство  становив 56 861 долар США (медіана — 52 679), а середній дохід на одну сім'ю — 51 436 доларів (медіана — 50 227). За межею бідності перебувало 9,9 % осіб, у тому числі 7,8 % дітей у віці до 18 років та 10,5 % осіб у віці 65 років та старших.
Цивільне працевлаштоване населення становило 62 особи. Основні галузі зайнятості: будівництво — 24,2 %, сільське господарство, лісництво, риболовля — 21,0 %, освіта, охорона здоров'я та соціальна допомога — 17,7 %.